# Howe-Gletscher
Der Griffith-Gletscher ist ein kurzer Gletscher im westantarktischen Marie-Byrd-Land. Er fließt im Königin-Maud-Gebirge unmittelbar nördlich des Mount Russell in die Westflanke des Scott-Gletschers.
Der United States Geological Survey kartiere ihn anhand eigener Vermessungen und mithilfe von Luftaufnahmen der United States Navy zwischen 1960 und 1963. Das Advisory Committee on Antarctic Names benannte ihn 1967 nach Robert C. Howe, Fotograf der Flugstaffel VX-6 bei den Deep Freeze Operationen der Jahre 1966 und 1967.